# Arquieparquia Maior de Ernakulam-Angamaly
A Arquieparquia Maior de Ernakulam – Angamaly (Archieparchia Ernakulamensis - Angamaliensis) é uma circunscrição eclesiástica da Igreja Católica, cabeça da Igreja sui iuris Católica Siro-Malabar, situada em Ernakulam (em Kerala, Costa do Malabar, Índia). É fruto da elevação do vicariato apostólico de Ernakulam. Atualmente, seu arcebispo maior é Raphael Thattil. Sua sé é a Catedral-Basílica de Santa Maria.
Possui 349 paróquias servidas por 790 padres, abrangendo uma população de 4 826 000 habitantes, com 13,1% da dessa população jurisdicionada batizada (633 000 católicos).

## História
Em 1896, pela bula papal "Quæ Rei Sacræ" emitida pelo Papa Leão XIII, foi criado o vicariato apostólico de Ernakulam. Em 21 de dezembro de 1923, foi criada a hierarquia Siro-Malabar, pela bula papal "Romani Pontifices", emitida pelo Papa Pio XI e Ernakulam foi elevada ao estatuto de arquieparquia e foi feita centro da Igreja Católica Siro-Malabar.
Através da bula papal "Qui em Beati Petri Cathedræ", emitida pelo Papa Pio XII, a Arquieparquia de Ernakulam foi bifurcada e a eparquia de Kothamangalam foi erigida em 29 de julho de 1956. As eparquias de Thrissur, Thalassery e Kothamangalam tornaram-se sufragâneas de Ernakulam.
O grande marco histórico da Arquidiocese (ou Arquieparquia) e para os Cristãos de São Tomé foi em 16 de dezembro de 1992, quando o Papa João Paulo II declarou a Arquieparquia de Ernakulam como uma Arquieparquia Maior sui iuris, reconhecendo assim a autonomia especial da Igreja Siro-Malabar. Dessa forma, também foi declarada a primazia da Arquidiocese, agora renomeada para Arquieparquia Maior de Ernakulam-Angamaly. Por isso, seu arcebispo maior passou a ser também o chefe da Igreja Católica Siro-Malabar, que é atualmente uma Igreja oriental sui iuris em comunhão com a Santa Sé e com o Papa.
Em 6 de março de 2012, foi criada a Eparquia de Faridabad, imediatamente sujeita à Santa Sé.

## Prelados

### Vigários Apostólicos
- Aloysius Pareparambil (1896 - 1919)
- Augustine Kandathil (1919 - 1923)

### Arcebispos de Ernakulam
- Augustine Kandathil (1923 - 1956)
- Joseph Cardeal Parecattil (1956 - 1984)
  - Sebastian Mankuzhikary (1984 - 1985), administrador apostólico
- Antony Padiyara (1985 - 1992)

### Arcebispos Maiores de Ernakulam – Angamaly
- Mar Antony Cardeal Padiyara (1992 - 1999)
- Mar Varkey Cardeal Vithayathil, C.Ss.R (1999 - 2011)
- Mar George Cardeal Alencherry (2011 - 2023)
- Mar Raphael Thattil (desde 2024)

## Organização territorial
A Arquidiocese Maior de Ernakulam-Angamaly é a sede da Igreja Católica Siro-Malabar. Por isso, a ela são vinculadas as seguintes arquieparquias e arquidioceses:
- Arquieparquia de Changanacherry
- Arquieparquia de Kottayam
- Arquieparquia de Thalassery
- Arquidiocese de Thrissur